# Campionato universitario statunitense NCAA di football americano - Division I FBS
Il Campionato universitario statunitense NCAA di football americano, nel più alto livello degli Stati Uniti, attualmente definito come Division I Football Bowl Subdivision (FBS), è una manifestazione sportiva statunitense, al cui termine viene designata la squadra di college football campione nazionale in base al giudizio di varie organizzazioni e fondazioni terze, dette "selettori" (selectors), questo può dare luogo alla condivisione del titolo da parte di più di un college. La Division I FBS attualmente è l'unico sport NCAA, in cui il campione nazionale annuale non è determinato da una o più gare, ma da un giudizio. A causa di questo, a volte è ufficiosamente indicato come "Mythical national championship" perché fondato su valutazioni soggettive e non su prove oggettive.
A causa della mancanza di un campionato ufficiale NCAA, la selezione indipendente dei college vincitori ha creato non poche polemiche perché non sempre unanimi. Pur non approvando ufficialmente le scelte dei selettori, la NCAA le ha documentate riportandole fedelmente nel NCAA Football Bowl Subdivision Records. Inoltre, diversi analisti indipendenti hanno pubblicato in modo autonomo le proprie liste di valore per ogni singola stagione. Questi sono anche spesso in contrasto tra di loro così come le scelte dei singoli college su quali campionati nazionali rivendicare.
Attualmente, i due selettori ampiamente ritenuti più autorevoli per la nomina di un campione nazionale sono l'Associated Press (definito semplicemente come AP Poll), che conduce un sondaggio di giornalisti sportivi, Coaches' Poll , un sondaggio tra gli allenatori della American Football Coaches Association che è contrattualmente obbligato a nominare il vincitore del campionato nazionale in base al risultato del BCS Game, la gara per il titolo nazionale, in vigore dal 1998.

## Campionati nazionali ufficiali perNCAA Football Bowl Subdivision records
La NCAA redige un registro ufficiale delle statistiche di college football, in collaborazione con diversi esperti storici sull'argomento, creando e mantenendo un elenco di selettori principali, assieme alle loro scelte rispetto al titolo nazionale.

### Selettori principali
Una varietà di selettori hanno designato campioni nazionali nel corso degli anni. In genere si possono suddividere in tre categorie: determinati da algoritmi matematici, sondaggi umani, e le ricerche storiche. I selettori di seguito sono elencati nel NCAA Football Bowl Subdivision Records per i quali il criterio è che il sondaggio o selettore è "di portata nazionale sia attraverso la distribuzione di giornali, televisione, radio e/o computer on-line ". Gli ex selettori, ritenuti strumentali nello sport del college football, ed i selettori attualmente inclusi nel calcolo del ranking BCS, sono elencati insieme

#### Algoritmi matematici
Il sistema matematico è il più antico per la selezione sistematica dei campioni nazionali di college football. Molti dei selettori matematici sono stati creati nel periodo tra gli anni 1920 e gli anni 1930 conosciuti come Championship rush, a partire dal sistema di Frank Dickinson, o durante l'alba dell'era dei computer negli anni 1990 che accrebbero le potenzialità degli algoritmi matematici. I selettori sono elencati di seguito con gli anni selezionati retroattivamente in corsivo.
     Stati con sei o più scuole FBS
     Cinque
     Quattro
     Tre
     Due
     Una
     Nessuna scuola FBS
| Sigla   | Selettore                       | Stagioni                              |
| ------- | ------------------------------- | ------------------------------------- |
| A&H     | Anderson & Hester               | 1997–attuale                          |
| AS      | Alderson System                 | 1994–1998                             |
| B(QPRS) | Berryman (QPRS)                 | 1940–1989, 1990–2006                  |
| BCS     | *Bowl Championship Series       | 1998–2013                             |
| BR      | Billingsley Report              | 1869–1870, 1872–1969, 1970–attuale    |
| BS      | Boand System                    | 1919–1929, 1930–1960                  |
| CM      | Colley Matrix                   | 2001–attuale                          |
| CW      | Caspar Whitney                  | 1905–1907                             |
| DeS     | DeVold System                   | 1939–1944, 1945–2006                  |
| DiS     | Dickinson System                | 1924–1925, 1926–1940                  |
| DuS     | Dunkel System                   | 1929-attuale                          |
| ERS     | Eck Ratings System              | 1987–2005                             |
| HS      | Houlgate System                 | 1885, 1887–1905, 1907–1926, 1927–1949 |
| L       | Litkenhous                      | 1934–1972, 1974, 1978, 1981–1984      |
| MCFR    | Massey College Football Ratings | 1995–attuale                          |
| MGR     | Matthews Grid Ratings           | 1966–1972, 1974–2006                  |
| NYT     | New York Times                  | 1979–2004                             |
| PS      | Poling System                   | 1924–1934, 1935–1955, 1957–1984       |
| R(FACT) | Rothman (FACT)                  | 1968–2006                             |
| SR      | Sagarin Ratings                 | 1919–1977, 1978–attuale               |
| W       | Wolfe                           | 2001–attuale                          |
| WS      | Williamson System               | 1931, 1932–1963                       |

Numero di squadre della Division I Football Bowl Subdivision (FBS) per stato nel 2014:
Stati con sei o più scuole FBS
Cinque
Quattro
Tre
Due
Una
Nessuna scuola FBS

*Il BCS usa un sistema matematico che combina selezioni umane (Coaches' ed Harris) a diversi computer rankings per determinare le due squadre che al termine della stagione si sfidano per il BCS Championship Game, il campione di tale data viene obbligatoriamente dichiarato campione nazionale da Coaches' Poll e da National Football Foundation.

#### Sondaggi umani
| Sigla                                           | Selettore                                                                                           | Stagioni                                                |
| ----------------------------------------------- | --------------------------------------------------------------------------------------------------- | ------------------------------------------------------- |
| AP                                              | Associated Press                                                                                    | 1936–present                                            |
| Coaches', known as: UPI USAT/CNN USAT/ESPN USAT | AFCA Coaches' Poll United Press International USA Today/Cable News Network USA Today/ESPN USA Today | 1950–present 1950–1990 1991–1996 1997–2004 2005–present |
| CFRA                                            | College Football Researchers Association                                                            | 1919–1935, 1936–1981, 1982–1992, 2010–present           |
| FN                                              | Football News                                                                                       | 1958–2002                                               |
| FWAA                                            | Football Writers Association of America                                                             | 1954–present                                            |
| HAF                                             | Helms Athletic Foundation                                                                           | 1883–1935, 1936–1940, 1941–1982                         |
| INS                                             | International News Service                                                                          | 1952–1957                                               |
| NCF                                             | National Championship Foundation                                                                    | 1869–1870, 1872–1935, 1936–1979, 1980–2000              |
| NFF                                             | National Football Foundation                                                                        | 1959–1990, 1995–present                                 |
| SN                                              | Sporting News                                                                                       | 1975–2006                                               |
| UPI                                             | United Press International                                                                          | 1950–1990, 1993–1995                                    |
| UPI/NFF                                         | United Press International/National Football Foundation                                             | 1991–1992                                               |
| USAT                                            | USA Today                                                                                           | 2005–present                                            |
| USAT/CNN                                        | USA Today/Cable News Network                                                                        | 1982–1996                                               |
| USAT/ESPN                                       | USA Today/ESPN                                                                                      | 1997–2003                                               |
| USAT/NFF                                        | USA Today/National Football Foundation                                                              | 1993–1994                                               |

#### Ricerche storiche
| Selector | Name           | Seasons                                          |
| -------- | -------------- | ------------------------------------------------ |
| PD       | Parke H. Davis | 1869–1870, 1872–1909, 1911–1916, 1919–1932, 1933 |

### Vincitori annuali del titolo nazionale in base ai principali selettori
La lista sotto riportata elenca i vincitori del titolo nazionale dal 1869 ad oggi, ad eccezione del 1871 in cui non furono disputate gare intercollegiali, scelti tra i principali selettori elencati a loro volta nel NCAA Football Bowl Subdivision Records. Diverse squadre non ebbero allenatori ufficiali fino al 1899. La selezione per "Consenso" corrisponde al periodo che va dal 1950 in avanti, che inizia con l'introduzione dei due sistemi di selezione umana. I selettori utilizzati per determinare il campione nazionale per consenso nel NCAA Football Bowl Subdivision Records includono AP Poll, Coaches' Poll, Football Writers Association of America, e National Football Foundation/College Football Hall of Fame.
La prima selezione in tempo reale partendo da una base di squadre di tutti gli Stati Uniti fu compilata nel 1901 da Caspar Whitney, mentre l'ultima selezione retroattiva fu realizzata nel 1989 da Clyde Berryman (Notre Dame). Il pareggio nel conteggio dei record delle squadre venne eliminato nel 1995 dopo che l'ultimo titolo che ricomprendeva un pareggio nel record, fu segnato nel 1990 da Georgia Tech. I Michigan Wolverines del 1947 sono spesso accreditati di un titolo nazionale ottenuto con un "free poll" condotto da un giornalista della AP prima del Rose Bowl 1948, tuttavia questo sondaggio viene ritenuto non ufficiale dal NCAA Football Bowl Subdivision Records.
Così come segnalato dal NCAA Football Bowl Subdivision Records, la tabella riporta:
- in corsivo titoli applicati retroattivamente.
- in grassetto titoli assegnati con "consenso" ovvero che trovano d'accordo i principali selettori, dal 1950 ad oggi.

| Stagione | Campione/i                         | Record | Allenatore                         | Selettori                                                                                                  |
| -------- | ---------------------------------- | ------ | ---------------------------------- | --- |
| 1869     | Princeton                          | 1–1    |                                    | BR, NCF, PD                                                                                                |
| 1869     | Rutgers                            | 1–1    |                                    | PD |
| 1870     | Princeton                          | 1–0    |                                    | BR, NCF, PD                                                                                                |
| 1871     | Nessuno (nessuna gara)             | N/A    |                                    | N/A |
| 1872     | Princeton                          | 1–0    |                                    | BR, NCF, PD                                                                                                |
| 1872     | Yale                               | 1–0    |                                    | PD |
| 1873     | Princeton                          | 1–0    |                                    | BR, NCF, PD                                                                                                |
| 1874     | Harvard                            | 1–1    |                                    | PD |
| 1874     | Princeton                          | 2–0    |                                    | BR, PD |
| 1874     | Yale                               | 3–0    |                                    | NCF, PD |
| 1875     | Columbia                           | 3–1–1  |                                    | PD |
| 1875     | Harvard                            | 4–0    |                                    | NCF, PD |
| 1875     | Princeton                          | 2–0    |                                    | BR, PD |
| 1876     | Yale                               | 3–0    |                                    | BR, NCF, PD                                                                                                |
| 1877     | Princeton                          | 2–0–1  |                                    | BR, PD |
| 1877     | Yale                               | 3–0–1  |                                    | NCF, PD |
| 1878     | Princeton                          | 6–0    |                                    | BR, NCF, PD                                                                                                |
| 1879     | Princeton                          | 4–0–1  |                                    | BR, NCF, PD                                                                                                |
| 1879     | Yale                               | 3–0–2  |                                    | PD |
| 1880     | Princeton                          | 4–0–1  |                                    | NCF, PD |
| 1880     | Yale                               | 4–0–1  |                                    | BR, NCF, PD                                                                                                |
| 1881     | Princeton                          | 7–0–2  |                                    | BR, PD |
| 1881     | Yale                               | 5–0–1  |                                    | NCF, PD |
| 1882     | Yale                               | 8–0    |                                    | BR, NCF, PD                                                                                                |
| 1883     | Yale                               | 9–0    |                                    | BR, HAF, NCF, PD                                                                                           |
| 1884     | Princeton                          | 9–0–1  |                                    | BR, PD |
| 1884     | Yale                               | 8–0–1  |                                    | HAF, NCF, PD                                                                                               |
| 1885     | Princeton                          | 9–0    |                                    | BR, HAF, HS, NCF, PD                                                                                       |
| 1886     | Princeton                          | 7–0–1  |                                    | BR, PD |
| 1886     | Yale                               | 9–0–1  |                                    | HAF, NCF, PD                                                                                               |
| 1887     | Yale                               | 9–0    |                                    | BR, HAF, HS, NCF, PD                                                                                       |
| 1888     | Yale                               | 13–0   | Walter Camp                        | BR, HAF, HS, NCF, PD                                                                                       |
| 1889     | Princeton                          | 10–0   |                                    | BR, HAF, HS, NCF, PD                                                                                       |
| 1890     | Harvard                            | 11–0   | George C. Adams, George A. Stewart | BR, HAF, HS, NCF, PD                                                                                       |
| 1891     | Yale                               | 13–0   | Walter Camp                        | BR, HAF, HS, NCF, PD                                                                                       |
| 1892     | Yale                               | 13–0   | Walter Camp                        | BR, HAF, HS, NCF, PD                                                                                       |
| 1893     | Princeton                          | 11–0   |                                    | BR, HAF, HS, NCF                                                                                           |
| 1893     | Yale                               | 10–1   | William Rhodes                     | PD |
| 1894     | Penn                               | 12–0   | George Washington Woodruff         | PD |
| 1894     | Princeton                          | 8–2    |                                    | HS |
| 1894     | Yale                               | 16–0   | William Rhodes                     | BR, HAF, NCF, PD                                                                                           |
| 1895     | Penn                               | 14–0   | George Washington Woodruff         | BR, HAF, HS, NCF, PD                                                                                       |
| 1895     | Yale                               | 13–0–2 | Josh Hartwell                      | PD |
| 1896     | Lafayette College                  | 11–0–1 | Parke H. Davis                     | NCF, PD |
| 1896     | Princeton                          | 10–0–1 |                                    | BR, HAF, HS, NCF, PD                                                                                       |
| 1897     | Penn                               | 15–0   | George Washington Woodruff         | BR, HAF, HS, NCF, PD                                                                                       |
| 1897     | Yale                               | 9–0–2  | Frank Butterworth                  | PD |
| 1898     | Harvard                            | 11–0   | William Forbes                     | BR, HAF, HS, NCF                                                                                           |
| 1898     | Princeton                          | 11–0–1 |                                    | PD |
| 1899     | Harvard                            | 10–0–1 | Benjamin Dibblee                   | HAF, HS, NCF                                                                                               |
| 1899     | Princeton                          | 12–1   |                                    | BR, PD |
| 1900     | Yale                               | 12–0   | Malcolm McBride                    | BR, HAF, HS, NCF, PD                                                                                       |
| 1901     | Harvard                            | 12–0   | Bill Reid                          | BR |
| 1901     | Michigan                           | 11–0   | Fielding H. Yost                   | HAF, HS, NCF                                                                                               |
| 1901     | Yale                               | 11–1–1 | George S. Stillman                 | PD |
| 1902     | Michigan                           | 11–0   | Fielding H. Yost                   | BR, HAF, HS, NCF, PD                                                                                       |
| 1902     | Yale                               | 11–0–1 | Joseph R. Swan                     | PD |
| 1903     | Michigan                           | 11–0–1 | Fielding H. Yost                   | NCF |
| 1903     | Princeton                          | 11–0   | Art Hillebrand                     | BR, HAF, HS, NCF, PD                                                                                       |
| 1904     | Michigan                           | 10–0   | Fielding H. Yost                   | NCF |
| 1904     | Minnesota                          | 13–0   | Henry Williams                     | BR |
| 1904     | Penn                               | 12–0   | Carl S. Williams                   | HAF, HS, NCF, PD                                                                                           |
| 1905     | University of Chicago              | 10–0   | Amos Alonzo Stagg                  | BR, HAF, HS, NCF                                                                                           |
| 1905     | Yale                               | 10–0   | Jack Owsley                        | CW, PD |
| 1906     | Princeton                          | 9–0–1  | William Roper                      | HAF, NCF                                                                                                   |
| 1906     | Yale                               | 9–0–1  | Foster Rockwell                    | BR, CW, PD                                                                                                 |
| 1907     | Yale                               | 9–0–1  | William F. Knox                    | BR, CW, HAF, HS, NCF, PD                                                                                   |
| 1908     | Harvard                            | 9–0–1  | Percy Haughton                     | BR |
| 1908     | LSU                                | 10–0   | Edgar Wingard                      | NCF |
| 1908     | Penn                               | 11–0–1 | Sol Metzger                        | HAF, HS, NCF, PD                                                                                           |
| 1909     | Yale                               | 10–0   | Howard Jones                       | BR, HAF, HS, NCF, PD                                                                                       |
| 1910     | Harvard                            | 8–0–1  | Percy Haughton                     | BR, HAF, HS, NCF                                                                                           |
| 1910     | Pittsburgh                         | 9–0    | Joseph Thompson                    | NCF |
| 1911     | Penn State                         | 8–0–1  | Bill Hollenback                    | NCF |
| 1911     | Princeton                          | 8–0–2  | William Roper                      | BR, HAF, HS, NCF, PD                                                                                       |
| 1912     | Harvard                            | 9–0    | Percy Haughton                     | BR, HAF, HS, NCF, PD                                                                                       |
| 1912     | Penn State                         | 8–0    | Bill Hollenback                    | NCF |
| 1913     | Auburn                             | 8–0    | Mike Donahue                       | BR |
| 1913     | University of Chicago              | 7–0    | Amos Alonzo Stagg                  | PD |
| 1913     | Harvard                            | 9–0    | Percy Haughton                     | HAF, HS, NCF, PD                                                                                           |
| 1914     | Army                               | 9–0    | Charles Daly                       | HAF, HS, NCF, PD                                                                                           |
| 1914     | University of Illinois             | 7–0    | Robert Zuppke                      | PD |
| 1914     | Texas                              | 8–0    | Dave Allerdice                     | BR |
| 1915     | Cornell                            | 9–0    | Albert Sharpe                      | HAF, HS, NCF, PD                                                                                           |
| 1915     | Oklahoma                           | 10–0   | Bennie Owen                        | BR |
| 1915     | Pittsburgh                         | 8–0    | Glenn Warner                       | PD |
| 1916     | Army                               | 9–0    | Charles Daly                       | PD |
| 1916     | Pittsburgh                         | 8–0    | Glenn Warner                       | BR, HAF, HS, NCF, PD                                                                                       |
| 1917     | Georgia Institute of Technology    | 9–0    | John Heisman                       | BR, HAF, HS, NCF                                                                                           |
| 1918     | Michigan                           | 5–0    | Fielding H. Yost                   | BR, NCF |
| 1918     | Pittsburgh                         | 4–1    | Glenn Warner                       | HAF, HS, NCF                                                                                               |
| 1919     | Centre                             | 9–0    | Charley Moran                      | SR |
| 1919     | Harvard                            | 9–0–1  | Bob Fisher                         | CFRA, HAF, HS, NCF, PD                                                                                     |
| 1919     | University of Illinois             | 6–1    | Robert Zuppke                      | BS, CFRA, PD, SR                                                                                           |
| 1919     | Notre Dame                         | 9–0    | Knute Rockne                       | NCF, PD |
| 1919     | Texas A&M                          | 10–0   | Dana Bible                         | BR, NCF |
| 1920     | California                         | 9–0    | Andy Smith                         | CFRA, HAF, HS, NCF, SR                                                                                     |
| 1920     | Harvard                            | 8–0–1  | Bob Fisher                         | BS |
| 1920     | Notre Dame                         | 9–0    | Knute Rockne                       | BR, PD |
| 1920     | Princeton                          | 6–0–1  | William Roper                      | BS, PD |
| 1921     | California                         | 9–0–1  | Andy Smith                         | BR, BS, CFRA, SR                                                                                           |
| 1921     | Cornell                            | 8–0    | Gil Dobie                          | HAF, HS, NCF, PD                                                                                           |
| 1921     | Iowa                               | 7–0    | Howard Jones                       | PD |
| 1921     | Lafayette College                  | 9–0    | Jock Sutherland                    | BS, PD |
| 1921     | Washington & Jefferson College     | 10–0–1 | Greasy Neale                       | BS |
| 1922     | California                         | 9–0    | Andy Smith                         | BR, HS, NCF, SR                                                                                            |
| 1922     | Cornell                            | 8–0    | Gil Dobie                          | HAF, PD |
| 1922     | Princeton                          | 8–0    | William Roper                      | BS, CFRA, NCF, PD, SR                                                                                      |
| 1923     | University of California, Berkeley | 9–0–1  | Andy Smith                         | HS |
| 1923     | Cornell                            | 8–0    | Gil Dobie                          | SR |
| 1923     | University of Illinois             | 8–0    | Robert Zuppke                      | BS, CFRA, HAF, NCF, PD, SR                                                                                 |
| 1923     | Michigan                           | 8–0    | Fielding H. Yost                   | BR, NCF |
| 1924     | Notre Dame                         | 10–0   | Knute Rockne                       | BR, BS, CFRA, DiS, HAF, HS, NCF, PS, SR                                                                    |
| 1924     | Penn                               | 9–1–1  | Lou Young                          | PD |
| 1925     | Alabama                            | 10–0   | Wallace Wade                       | BR, BS, CFRA, HAF, HS, NCF, PS, SR                                                                         |
| 1925     | Dartmouth                          | 8–0    | Jesse Hawley                       | DiS, PD |
| 1925     | Michigan                           | 7–1    | Fielding H. Yost                   | SR |
| 1926     | Alabama                            | 9–0–1  | Wallace Wade                       | BR, CFRA, HAF, NCF, PS                                                                                     |
| 1926     | Lafayette College                  | 9–0    | Herb McCracken                     | PD |
| 1926     | Michigan                           | 7–1    | Fielding H. Yost                   | SR |
| 1926     | Navy                               | 9–0–1  | Bill Ingram                        | BS, HS |
| 1926     | Stanford                           | 10–0–1 | Glenn Warner                       | DiS, HAF, NCF, SR                                                                                          |
| 1927     | Georgia                            | 9–1    | George Cecil Woodruff              | BS, PS |
| 1927     | University of Illinois             | 7–0–1  | Robert Zuppke                      | BR, DiS, HAF, NCF, PD                                                                                      |
| 1927     | University of Notre Dame           | 7–1–1  | Knute Rockne                       | HS |
| 1927     | Texas A&M                          | 8–0–1  | Dana Bible                         | SR |
| 1927     | Yale                               | 7–1    | Thomas Jones                       | CFRA |
| 1928     | University of Detroit Mercy        | 9–0    | Gus Dorais                         | PD |
| 1928     | Georgia Institute of Technology    | 10–0   | William Alexander                  | BR, BS, CFRA, HAF, HS, NCF, PD, PS, SR                                                                     |
| 1928     | USC                                | 9–0–1  | Howard Jones                       | DiS, SR |
| 1929     | Notre Dame                         | 9–0    | Knute Rockne                       | BR, BS, CFRA, DiS, DuS, HAF, NCF, PS, SR                                                                   |
| 1929     | Pittsburgh                         | 9–1    | Jock Sutherland                    | PD |
| 1929     | USC                                | 10–2   | Howard Jones                       | HS, SR |
| 1930     | Alabama                            | 10–0   | Wallace Wade                       | CFRA, PD, SR                                                                                               |
| 1930     | Notre Dame                         | 10–0   | Knute Rockne                       | BR, BS, DiS, DuS, HAF, HS, NCF, PD, PS                                                                     |
| 1931     | Pittsburgh                         | 8–1    | Jock Sutherland                    | PD |
| 1931     | Purdue University                  | 9–1    | Noble Kizer                        | PD |
| 1931     | USC                                | 10–1   | Howard Jones                       | BR, BS, CFRA, DiS, DuS, HAF, HS, NCF, PS, SR, WS                                                           |
| 1932     | Colgate                            | 9–0    | Andrew Kerr                        | PD |
| 1932     | Michigan                           | 8–0    | Harry Kipke                        | DiS, PD, SR                                                                                                |
| 1932     | USC                                | 10–0   | Howard Jones                       | BR, BS, CFRA, DuS, HAF, HS, NCF, PD, PS, SR, WS                                                            |
| 1933     | Michigan                           | 7–0–1  | Harry Kipke                        | BR, BS, CFRA, DiS, HAF, HS, NCF, PD, PS, SR                                                                |
| 1933     | Ohio State                         | 7–1    | Sam Willaman                       | DuS |
| 1933     | Princeton                          | 9–0    | Fritz Crisler                      | PD |
| 1933     | USC                                | 10–1–1 | Howard Jones                       | WS |
| 1934     | Alabama                            | 10–0   | Frank Thomas                       | DuS, HS, PS, WS                                                                                            |
| 1934     | Minnesota                          | 8–0    | Bernie Bierman                     | BR, BS, CFRA, DiS, HAF, L, NCF, SR                                                                         |
| 1935     | Louisiana State University         | 9–2    | Bernie Moore                       | WS |
| 1935     | Minnesota                          | 8–0    | Bernie Bierman                     | BR, BS, CFRA, HAF, L, NCF, PS                                                                              |
| 1935     | Princeton                          | 9–0    | Fritz Crisler                      | DuS |
| 1935     | Southern Methodist University      | 12–1   | Matty Bell                         | DiS, HS, SR                                                                                                |
| 1935     | Texas Christian University         | 12–1   | Dutch Meyer                        | WS |
| 1936     | Louisiana State University         | 9–1–1  | Bernie Moore                       | SR, WS |
| 1936     | Minnesota                          | 7–1    | Bernie Bierman                     | AP, BR, DiS, DuS, HAF, L, NCF, PS                                                                          |
| 1936     | Pittsburgh                         | 8–1–1  | Jock Sutherland                    | BS, CFRA, HS                                                                                               |
| 1937     | California                         | 10–0–1 | Stub Allison                       | DuS, HAF                                                                                                   |
| 1937     | Pittsburgh                         | 9–0–1  | Jock Sutherland                    | AP, BR, BS, CFRA, DiS, HS, L, NCF, PS, SR, WS                                                              |
| 1938     | University of Notre Dame           | 8–1    | Elmer Layden                       | DiS |
| 1938     | TCU                                | 11–0   | Dutch Meyer                        | AP, HAF, NCF, WS                                                                                           |
| 1938     | Tennessee                          | 11–0   | Robert Neyland                     | BR, BS, CFRA, DuS, HS, L, PS, SR                                                                           |
| 1939     | Cornell                            | 8–0    | Carl Snavely                       | L, SR |
| 1939     | Texas A&M                          | 11–0   | Homer Norton                       | AP, BR, BS, CFRA, DeS, DuS, HAF, HS, NCF, PS, SR, WS                                                       |
| 1939     | USC                                | 8–0–2  | Howard Jones                       | DiS |
| 1940     | Minnesota                          | 8–0    | Bernie Bierman                     | AP, B(QPRS), BS, CFRA, DeS, DiS, HS, L, NCF, SR                                                            |
| 1940     | Stanford                           | 10–0   | Clark Shaughnessy                  | BR, HAF, PS                                                                                                |
| 1940     | Tennessee                          | 10–1   | Bob Neyland                        | DuS, WS |
| 1941     | Alabama                            | 9–2    | Frank Thomas                       | HS |
| 1941     | Minnesota                          | 8–0    | Bernie Bierman                     | AP, BR, BS, CFRA, DeS, DuS, HAF, L, NCF, PS, SR                                                            |
| 1941     | Texas                              | 8–1–1  | Dana Bible                         | B(QPRS), WS                                                                                                |
| 1942     | Georgia                            | 11–1   | Wally Butts                        | B(QPRS), BR, DeS, HS, L, PS, SR, WS                                                                        |
| 1942     | Ohio State                         | 9–1    | Paul Brown                         | AP, BS, DuS, CFRA, NCF                                                                                     |
| 1942     | Wisconsin                          | 8–1–1  | Harry Stuhldreher                  | HAF |
| 1943     | Notre Dame                         | 9–1    | Frank Leahy                        | AP, B(QPRS), BR, BS, CFRA, DeS, DuS, HAF, HS, L, NCF, PS, SR, WS                                           |
| 1944     | Army                               | 9–0    | Earl Blaik                         | AP, B(QPRS), BR, BS, CFRA, DeS, DuS, HAF, HS, L, NCF, PS, SR, WS                                           |
| 1944     | Ohio State                         | 9–0    | Carroll Widdoes                    | NCF, SR |
| 1945     | Alabama                            | 10–0   | Frank Thomas                       | NCF |
| 1945     | Army                               | 9–0    | Earl Blaik                         | AP, B(QPRS), BR, BS, CFRA, DeS, DuS, HAF, HS, L, NCF, PS, SR, WS                                           |
| 1946     | Army                               | 9–0–1  | Earl Blaik                         | BR, BS, CFRA, HAF, HS, PS                                                                                  |
| 1946     | Georgia                            | 11–0   | Wally Butts                        | WS |
| 1946     | Notre Dame                         | 8–0–1  | Frank Leahy                        | AP, B(QPRS), BS, DeS, DuS, HAF, L, NCF, PS, SR                                                             |
| 1947     | Michigan                           | 10–0   | Fritz Crisler                      | B(QPRS), BR, BS, CFRA, DeS, DuS, HAF, HS, L, NCF, PS, SR                                                   |
| 1947     | Notre Dame                         | 9–0    | Frank Leahy                        | AP, HAF, WS                                                                                                |
| 1948     | Michigan                           | 9–0    | Bennie Oosterbaan                  | AP, B(QPRS), BR, BS, CFRA, DeS, DuS, HAF, HS, L, NCF, PS, SR, WS                                           |
| 1949     | Notre Dame                         | 10–0   | Frank Leahy                        | AP, B(QPRS), BR, BS, DeS, DuS, HAF, HS, L, NCF, PS, SR, WS                                                 |
| 1949     | Oklahoma                           | 11–0   | Bud Wilkinson                      | CFRA |
| 1950     | Kentucky                           | 11–1   | Bear Bryant                        | SR |
| 1950     | Oklahoma                           | 10–1   | Bud Wilkinson                      | AP, B(QPRS), HAF, L, UPI, WS                                                                               |
| 1950     | Princeton                          | 9–0    | Charley Caldwell                   | BS, PS |
| 1950     | Tennessee                          | 11–1   | Robert Neyland                     | BR, CFRA, DeS, DuS, NCF, SR                                                                                |
| 1951     | Georgia Tech                       | 11–0–1 | Bobby Dodd                         | B(QPRS), BS                                                                                                |
| 1951     | University of Illinois             | 9–0–1  | Ray Eliot                          | BS |
| 1951     | Maryland                           | 10–0   | Jim Tatum                          | CFRA, DeS, DuS, NCF, SR                                                                                    |
| 1951     | Michigan State                     | 9–0    | Biggie Munn                        | BR, HAF, PS                                                                                                |
| 1951     | Tennessee                          | 10–1   | Robert Neyland                     | AP, L, UPI, WS                                                                                             |
| 1952     | Georgia Tech                       | 12–0   | Bobby Dodd                         | B(QPRS), BR, INS, PS, SR                                                                                   |
| 1952     | Michigan State                     | 9–0    | Biggie Munn                        | AP, BS, CFRA, DeS, DuS, HAF, L, NCF, SR, UPI, WS                                                           |
| 1953     | Maryland                           | 10–1   | Jim Tatum                          | AP, INS, UPI                                                                                               |
| 1953     | Notre Dame                         | 9–0–1  | Frank Leahy                        | BR, BS, DeS, DuS, HAF, L, NCF, PS, SR, WS                                                                  |
| 1953     | Oklahoma                           | 9–1–1  | Bud Wilkinson                      | B(QPRS), CFRA                                                                                              |
| 1954     | Ohio State                         | 10–0   | Woody Hayes                        | AP, B(QPRS), BR, BS, CFRA, DeS, HAF, INS, NCF, PS, SR, WS                                                  |
| 1954     | UCLA                               | 9–0    | Henry Sanders                      | CFRA, DuS, FWAA, HAF, L, NCF, UPI                                                                          |
| 1955     | Michigan State University          | 9–1    | Duffy Daugherty                    | BS |
| 1955     | Oklahoma                           | 11–0   | Bud Wilkinson                      | AP, B(QPRS), BR, CFRA, DeS, DuS, FWAA, HAF, INS, L, NCF, PS, SR, UPI, WS                                   |
| 1956     | Georgia Institute of Technology    | 10–1   | Bobby Dodd                         | B(QPRS), SR                                                                                                |
| 1956     | Iowa                               | 9–1    | Forest Evashevski                  | CFRA |
| 1956     | Oklahoma                           | 10–0   | Bud Wilkinson                      | AP, BR, BS, DeS, DuS, FWAA, HAF, INS, L, NCF, SR, UPI, WS                                                  |
| 1956     | Tennessee                          | 10–1   | Bowden Wyatt                       | SR |
| 1957     | Auburn                             | 10–0   | Ralph Jordan                       | AP, BR, CFRA, HAF, NCF, PS, SR, WS                                                                         |
| 1957     | Michigan State University          | 8–1    | Duffy Daugherty                    | DuS |
| 1957     | Ohio State                         | 9–1    | Woody Hayes                        | BS, DeS, FWAA, INS, L, UPI                                                                                 |
| 1957     | Oklahoma                           | 10–1   | Bud Wilkinson                      | B(QPRS) |
| 1958     | Iowa                               | 8–1–1  | Forest Evashevski                  | FWAA |
| 1958     | LSU                                | 11–0   | Paul Dietzel                       | AP, B(QPRS), BR, BS, CFRA, DeS, DuS, FN, HAF, L, NCF, PS, SR, UPI, WS                                      |
| 1959     | Mississippi                        | 10–1   | Johnny Vaught                      | B(QPRS), DuS, SR                                                                                           |
| 1959     | Syracuse                           | 11–0   | Ben Schwartzwalder                 | AP, BR, BS, CFRA, DeS, FN, FWAA, HAF, L, NCF, NFF, PS, SR, UPI, WS                                         |
| 1960     | Iowa                               | 8–1    | Forest Evashevski                  | B(QPRS), BS, L, SR                                                                                         |
| 1960     | Minnesota                          | 8–2    | Murray Warmath                     | AP, FN, NFF, UPI                                                                                           |
| 1960     | Mississippi                        | 10–0–1 | Johnny Vaught                      | BR, CFRA, DeS, DuS, FWAA, NCF, WS                                                                          |
| 1960     | Missouri                           | 11–0*  | Dan Devine                         | PS |
| 1960     | Washington                         | 10–1   | Jim Owens                          | HAF |
| 1961     | Alabama                            | 11–0   | Bear Bryant                        | AP, B(QPRS), BR, CFRA, DeS, DuS, FN, HAF, L, NCF, NFF, SR, UPI, WS                                         |
| 1961     | Ohio State                         | 8–0–1  | Woody Hayes                        | FWAA, PS                                                                                                   |
| 1962     | Louisiana State University         | 9–1–1  | Charles McClendon                  | B(QPRS) |
| 1962     | Mississippi                        | 10–0   | Johnny Vaught                      | BR, L, SR                                                                                                  |
| 1962     | USC                                | 11–0   | John McKay                         | AP, B(QPRS), CFRA, DeS, DuS, FN, FWAA, HAF, NCF, NFF, PS, UPI, WS                                          |
| 1963     | Texas                              | 11–0   | Darrell Royal                      | AP, B(QPRS), BR, CFRA, DeS, DuS, FN, FWAA, HAF, L, NCF, NFF, PS, SR, UPI, WS                               |
| 1964     | Alabama                            | 10–1   | Bear Bryant                        | AP, B(QPRS), L, UPI                                                                                        |
| 1964     | Arkansas                           | 11–0   | Frank Broyles                      | BR, CFRA, FWAA, HAF, NCF, PS, SR                                                                           |
| 1964     | Michigan                           | 9–1    | Bump Elliott                       | DuS |
| 1964     | Notre Dame                         | 9–1    | Ara Parseghian                     | DeS, FN, NFF                                                                                               |
| 1965     | Alabama                            | 9–1–1  | Bear Bryant                        | AP, CFRA, FWAA, NCF                                                                                        |
| 1965     | Michigan State                     | 10–1   | Duffy Daugherty                    | B(QPRS), BR, DeS, DuS, FN, FWAA, HAF, L, NFF, PS, SR, UPI                                                  |
| 1966     | Alabama                            | 11–0   | Bear Bryant                        | B(QPRS), SR                                                                                                |
| 1966     | Michigan State                     | 9–0–1  | Duffy Daugherty                    | CFRA, HAF, NFF, PS                                                                                         |
| 1966     | Notre Dame                         | 9–0–1  | Ara Parseghian                     | AP, BR, DeS, DuS, FN, FWAA, HAF, L, MGR, NCF, NFF, PS, SR, UPI                                             |
| 1967     | Notre Dame                         | 8–2    | Ara Parseghian                     | DuS |
| 1967     | Oklahoma                           | 10–1   | Chuck Fairbanks                    | PS |
| 1967     | USC                                | 10–1   | John McKay                         | AP, B(QPRS), BR, CFRA, DeS, FN, FWAA, HAF, MGR, NCF, NFF, SR, UPI                                          |
| 1967     | Tennessee                          | 9–2    | Doug Dickey                        | L |
| 1968     | Georgia                            | 8–1–2  | Vince Dooley                       | L |
| 1968     | Ohio State                         | 10–0   | Woody Hayes                        | AP, B(QPRS), BR, CFRA, DuS, FN, FWAA, HAF, NCF, NFF, PS, R(FACT), SR, UPI                                  |
| 1968     | Texas                              | 9–1–1  | Darrell Royal                      | DeS, MGR, SR                                                                                               |
| 1969     | Ohio State                         | 8–1    | Woody Hayes                        | MGR |
| 1969     | Penn State                         | 11–0   | Joe Paterno                        | R(FACT), SR                                                                                                |
| 1969     | Texas                              | 11–0   | Darrell Royal                      | AP, B(QPRS), BR, CFRA, DeS, DuS, FN, FWAA, HAF, L, NCF, NFF, PS, R(FACT), SR, UPI                          |
| 1970     | Arizona State                      | 11–0   | Frank Kush                         | PS |
| 1970     | Nebraska                           | 11–0–1 | Bob Devaney                        | AP, BR, CFRA, DeS, DuS, FN, FWAA, HAF, NCF, R(FACT), SR                                                    |
| 1970     | Notre Dame                         | 10–1   | Ara Parseghian                     | MGR, R(FACT), SR                                                                                           |
| 1970     | Ohio State                         | 9–1    | Woody Hayes                        | NFF |
| 1970     | Texas                              | 10–1   | Darrell Royal                      | B(QPRS), L, NFF, R(FACT), UPI                                                                              |
| 1971     | Nebraska                           | 13–0   | Bob Devaney                        | AP, B(QPRS), BR, CFRA, DeS, DuS, FN, FWAA, HAF, L, MGR, NCF, NFF, PS, R(FACT), SR, UPI                     |
| 1972     | USC                                | 12–0   | John McKay                         | AP, B(QPRS), BR, CFRA, DeS, DuS, FN, FWAA, HAF, L, MGR, NCF, NFF, PS, R(FACT), SR, UPI                     |
| 1973     | Alabama                            | 11–1   | Bear Bryant                        | B(QPRS), UPI                                                                                               |
| 1973     | Michigan                           | 10–0–1 | Bo Schembechler                    | NCF, PS |
| 1973     | Notre Dame                         | 11–0   | Ara Parseghian                     | AP, BR, FN, FWAA, HAF, NCF, NFF                                                                            |
| 1973     | Ohio State                         | 10–0–1 | Woody Hayes                        | NCF, PS, R(FACT), SR                                                                                       |
| 1973     | Oklahoma                           | 10–0–1 | Barry Switzer                      | CFRA, DeS, DuS, SR                                                                                         |
| 1974     | Ohio State                         | 10–2   | Woody Hayes                        | MGR |
| 1974     | Oklahoma                           | 11–0   | Barry Switzer                      | AP, B(QPRS), BR, CFRA, DeS, DuS, FN, HAF, L, NCF, PS, R(FACT), SR                                          |
| 1974     | USC                                | 10–1–1 | John McKay                         | FWAA, HAF, NCF, NFF, UPI                                                                                   |
| 1975     | Alabama                            | 11–1   | Bear Bryant                        | MGR |
| 1975     | Arizona State                      | 12–0   | Frank Kush                         | NCF, SN |
| 1975     | Ohio State                         | 11–1   | Woody Hayes                        | B(QPRS), HAF, MGR, PS, R(FACT)                                                                             |
| 1975     | Oklahoma                           | 11–1   | Barry Switzer                      | AP, BR, CFRA, DeS, DuS, FN, FWAA, HAF, NCF, NFF, R(FACT), SR, UPI                                          |
| 1976     | Pittsburgh                         | 12–0   | Johnny Majors                      | AP, FN, FWAA, HAF, NCF, NFF, PS, R(FACT), SN, SR, UPI                                                      |
| 1976     | USC                                | 11–1   | John Robinson                      | B(QPRS), BR, CFRA, DeS, DuS, MGR                                                                           |
| 1977     | Alabama                            | 11–1   | Bear Bryant                        | CFRA |
| 1977     | Arkansas                           | 11–1   | Lou Holtz                          | R(FACT) |
| 1977     | Notre Dame                         | 11–1   | Dan Devine                         | AP, BR, CFRA, DeS, DuS, FN, FWAA, HAF, MGR, NCF, NFF, PS, R(FACT), SN, SR, UPI                             |
| 1977     | Texas                              | 11–1   | Fred Akers                         | B(QPRS), R(FACT), SR                                                                                       |
| 1978     | Alabama                            | 11–1   | Bear Bryant                        | AP, CFRA, FWAA, HAF, NCF, NFF, R(FACT)                                                                     |
| 1978     | Oklahoma                           | 11–1   | Barry Switzer                      | DeS, DuS, HAF, L, MGR, PS, R(FACT), SR                                                                     |
| 1978     | USC                                | 12–1   | John Robinson                      | B(QPRS), BR, FN, HAF, NCF, R(FACT), SN, SR, UPI                                                            |
| 1979     | Alabama                            | 12–0   | Bear Bryant                        | AP, B(QPRS), BR, DeS, DuS, FN, FWAA, HAF, MGR, NCF, NFF, NYT, PS, R(FACT), SN, SR, UPI                     |
| 1979     | USC                                | 11–0–1 | John Robinson                      | CFRA |
| 1980     | Florida State                      | 10–2   | Bobby Bowden                       | R(FACT) |
| 1980     | Georgia                            | 12–0   | Vince Dooley                       | AP, B(QPRS), BR, FN, FWAA, HAF, NCF, NFF, PS, R(FACT), SN, SR, UPI                                         |
| 1980     | Nebraska                           | 10–2   | Tom Osborne                        | R(FACT) |
| 1980     | Oklahoma                           | 10–2   | Barry Switzer                      | DuS, MGR                                                                                                   |
| 1980     | Pittsburgh                         | 11–1   | Jackie Sherrill                    | CFRA, DeS, NYT, R(FACT), SR                                                                                |
| 1981     | Clemson                            | 12–0   | Danny Ford                         | AP, B(QPRS), BR, CFRA, DeS, FN, FWAA, HAF, L, MGR, NCF, NFF, NYT, PS, R(FACT), SN, SR, UPI                 |
| 1981     | Nebraska                           | 9–3    | Tom Osborne                        | NCF |
| 1981     | Penn State                         | 10–2   | Joe Paterno                        | DuS |
| 1981     | Pittsburgh                         | 11–1   | Jackie Sherrill                    | NCF |
| 1981     | SMU                                | 10–1   | Ron Meyer                          | NCF |
| 1981     | Texas                              | 10–1–1 | Fred Akers                         | NCF |
| 1982     | Nebraska                           | 12–1   | Tom Osborne                        | B(QPRS) |
| 1982     | Penn State                         | 11–1   | Joe Paterno                        | AP, BR, CFRA, DeS, DuS, FN, FWAA, HAF, L, MGR, NCF, NFF, NYT, PS, R(FACT), SN, SR, UPI, USAT/CNN           |
| 1982     | SMU                                | 11–0–1 | Bobby Collins                      | HAF |
| 1983     | Auburn                             | 11–1   | Pat Dye                            | BR, CFRA, NYT, R(FACT), SR                                                                                 |
| 1983     | Miami                              | 11–1   | Howard Schnellenberger             | AP, DuS, FN, FWAA, NCF, NFF, SN, UPI, USAT/CNN                                                             |
| 1983     | Nebraska                           | 12–1   | Tom Osborne                        | B(QPRS), DeS, L, MGR, PS, R(FACT), SR                                                                      |
| 1984     | BYU                                | 13–0   | LaVell Edwards                     | AP, BR, CFRA, FWAA, NCF, NFF, PS, SR, UPI, USAT/CNN                                                        |
| 1984     | Florida                            | 9–1–1  | Galen Hall                         | DeS, DuS, MGR, NYT, R(FACT), SN, SR                                                                        |
| 1984     | Nebraska                           | 10–2   | Tom Osborne                        | L |
| 1984     | Washington                         | 11–1   | Don James                          | B(QPRS), FN, NCF                                                                                           |
| 1985     | Florida                            | 9–1–1  | Galen Hall                         | SR |
| 1985     | Michigan                           | 10–1–1 | Bo Schembechler                    | MGR |
| 1985     | Oklahoma                           | 11–1   | Barry Switzer                      | AP, B(QPRS), BR, CFRA, DeS, DuS, FN, FWAA, NCF, NFF, NYT, R(FACT), SN, UPI, USAT/CNN                       |
| 1986     | Miami                              | 11–1   | Jimmy Johnson                      | R(FACT) |
| 1986     | Oklahoma                           | 11–1   | Barry Switzer                      | B(QPRS), CFRA, DeS, DuS, NYT, SR                                                                           |
| 1986     | Penn State                         | 12–0   | Joe Paterno                        | AP, BR, FN, FWAA, MGR, NCF, NFF, R(FACT), SN, SR, UPI, USAT/CNN                                            |
| 1987     | Florida State                      | 11–1   | Bobby Bowden                       | B(QPRS) |
| 1987     | Miami                              | 12–0   | Jimmy Johnson                      | AP, BR, CFRA, DeS, DuS, ERS, FN, FWAA, MGR, NCF, NFF, NYT, R(FACT), SN, SR, UPI, USAT/CNN                  |
| 1988     | Miami                              | 11–1   | Jimmy Johnson                      | B(QPRS) |
| 1988     | Notre Dame                         | 12–0   | Lou Holtz                          | AP, BR, CFRA, DeS, DuS, ERS, FN, FWAA, MGR, NCF, NFF, NYT, R(FACT), SN, SR, UPI, USAT/CNN                  |
| 1989     | Miami                              | 11–1   | Dennis Erickson                    | AP, BR, CFRA, DeS, DuS, FN, FWAA, MGR, NCF, NFF, NYT, R(FACT), SN, UPI, USAT/CNN                           |
| 1989     | Notre Dame                         | 12–1   | Lou Holtz                          | B(QPRS), ERS, R(FACT), SR                                                                                  |
| 1990     | Colorado                           | 11–1–1 | Bill McCartney                     | AP, B(QPRS), BR, CFRA, DeS, FN, FWAA, MGR, NCF, NFF, R(FACT), SN, USAT/CNN                                 |
| 1990     | Georgia Tech                       | 11–0–1 | Bobby Ross                         | DuS, NCF, R(FACT), SR, UPI                                                                                 |
| 1990     | Miami                              | 10–2   | Dennis Erickson                    | ERS, NYT, R(FACT), SR                                                                                      |
| 1990     | Washington                         | 10–2   | Don James                          | R(FACT) |
| 1991     | Miami                              | 12–0   | Dennis Erickson                    | AP, BR, CFRA, ERS, NCF, NYT, SN, SR                                                                        |
| 1991     | Washington                         | 12–0   | Don James                          | B(QPRS), DeS, DuS, FN, FWAA, MGR, NCF, R(FACT), SR, UPI/NFF, USAT/CNN                                      |
| 1992     | Alabama                            | 13–0   | Gene Stallings                     | AP, B(QPRS), BR, CFRA, DeS, DuS, ERS, FN, FWAA, MGR, NCF, NYT, R(FACT), SN, SR, UPI/NFF, USAT/CNN          |
| 1992     | Florida State                      | 11–1   | Bobby Bowden                       | SR |
| 1993     | Auburn                             | 11–0   | Terry Bowden                       | NCF |
| 1993     | Florida State                      | 12–1   | Bobby Bowden                       | AP, B(QPRS), BR, DeS, DuS, ERS, FN, FWAA, NCF, NYT, R(FACT), SN, SR, UPI, USAT/CNN, USAT/NFF               |
| 1993     | Nebraska                           | 11–1   | Tom Osborne                        | NCF |
| 1993     | Notre Dame                         | 11–1   | Lou Holtz                          | MGR, NCF                                                                                                   |
| 1994     | Florida State                      | 10–1–1 | Bobby Bowden                       | DuS |
| 1994     | Nebraska                           | 13–0   | Tom Osborne                        | AP, AS, B(QPRS), BR, FN, FWAA, NCF, R(FACT), SN, SR, UPI, USAT/CNN, USAT/NFF                               |
| 1994     | Penn State                         | 12–0   | Joe Paterno                        | DeS, ERS, MGR, NCF, NYT, R(FACT), SR                                                                       |
| 1995     | Nebraska                           | 12–0   | Tom Osborne                        | AP, AS, B(QPRS), BR, DeS, DuS, ERS, FN, FWAA, MGR, NCF, NFF, NYT, R(FACT), SN, SR, UPI, USAT/CNN           |
| 1996     | Florida                            | 12–1   | Steve Spurrier                     | AP, B(QPRS), BR, DeS, DuS, ERS, FN, FWAA, MGR, NCF, NFF, NYT, R(FACT), SN, SR, USAT/CNN                    |
| 1996     | Florida State                      | 11–1   | Bobby Bowden                       | AS |
| 1997     | Michigan                           | 12–0   | Lloyd Carr                         | AP, FN, FWAA, NCF, NFF, SN                                                                                 |
| 1997     | Nebraska                           | 13–0   | Tom Osborne                        | A&H, AS, B(QPRS), BR, DeS, DuS, ERS, MGR, NCF, NYT, R(FACT), SR, USAT/ESPN                                 |
| 1998     | Tennessee                          | 13–0   | Phillip Fulmer                     | A&H, AP, AS, B(QPRS), BCS, BR, DeS, DuS, ERS, FN, FWAA, MGR, NCF, NFF, NYT, R(FACT), SN, USAT/ESPN         |
| 1999     | Florida State                      | 12–0   | Bobby Bowden                       | A&H, AP, B(QPRS), BCS, BR, DeS, DuS, ERS, FN, FWAA, MCFR, MGR, NCF, NFF, NYT, R(FACT), SN, SR, USAT/ESPN   |
| 2000     | Miami                              | 11–1   | Butch Davis                        | NYT |
| 2000     | Oklahoma                           | 13–0   | Bob Stoops                         | A&H, AP, B(QPRS), BCS, BR, DeS, DuS, ERS, FN, FWAA, MCFR, MGR, NCF, NFF, R(FACT), SN, SR, USAT/ESPN        |
| 2001     | Miami                              | 12–0   | Larry Coker                        | A&H, AP, B(QPRS), BCS, BR, CM, DeS, DuS, ERS, FN, FWAA, MCFR, MGR, NFF, NYT, R(FACT), SN, SR, USAT/ESPN, W |
| 2002     | Ohio State                         | 14–0   | Jim Tressel                        | A&H, AP, B(QPRS), BCS, BR, CM, DeS, ERS, FN, FWAA, MCFR, NFF, NYT, R(FACT), SN, SR, USAT/ESPN, W           |
| 2002     | USC                                | 11–2   | Pete Carroll                       | DuS, MGR, SR                                                                                               |
| 2003     | LSU                                | 13–1   | Nick Saban                         | A&H, BCS, BR, CM, DeS, DuS, MCFR, NFF, R(FACT), SR, USAT/ESPN, W                                           |
| 2003     | Oklahoma                           | 12–2   | Bob Stoops                         | B(QPRS) |
| 2003     | USC                                | 12–1   | Pete Carroll                       | AP, ERS, FWAA, MGR, NYT, SN                                                                                |
| 2004     | USC                                | 11–0   | Pete Carroll                       | A&H, AP, B(QPRS), BR, CM, DeS, DuS, ERS, MCFR, MGR, NFF, NYT, R(FACT), SN, SR, W                           |
| 2005     | Texas                              | 13–0   | Mack Brown                         | A&H, AP, B(QPRS), BCS, BR, CM, DeS, DuS, ERS, FWAA, MCFR, MGR, NFF, R(FACT), SN, SR, USAT, W               |
| 2006     | Florida                            | 13–1   | Urban Meyer                        | A&H, AP, B(QPRS), BCS, BR, CM, DuS, FWAA, MCFR, MGR, NFF, R(FACT), SN, SR, USAT, W                         |
| 2006     | Ohio State                         | 12–1   | Jim Tressel                        | R(FACT) |
| 2007     | LSU                                | 12–2   | Les Miles                          | AP, BCS, BR, CM, FWAA, MCFR, NFF, SR, USAT, W                                                              |
| 2007     | Missouri                           | 12–2   | Gary Pinkel                        | A&H |
| 2007     | USC                                | 11–2   | Pete Carroll                       | DuS |
| 2008     | Florida                            | 13–1   | Urban Meyer                        | AP, BCS, BR, CM, DuS, FWAA, NFF, SR, USAT                                                                  |
| 2008     | Utah                               | 13–0   | Kyle Whittingham                   | A&H, MCFR, W                                                                                               |
| 2009     | Alabama                            | 14–0   | Nick Saban                         | A&H, AP, BCS, BR, CFRA, CM, DuS, FWAA, MCFR, NFF, SR, USAT, W                                              |
| 2010     | Auburn                             | 14–0   | Gene Chizik                        | A&H, AP, BCS, BR, CFRA, CM, DuS, FWAA, MCFR, NFF, SR, USAT, W                                              |
| 2011     | Alabama                            | 12–1   | Nick Saban                         | AP, BCS, BR, CFRA, DuS, FWAA, MCFR, NFF, SR, USAT, W                                                       |
| 2011     | LSU                                | 13–1   | Les Miles                          | A&H |
| 2011     | Oklahoma State                     | 12–1   | Mike Gundy                         | CM |
| 2012     | Alabama                            | 13–1   | Nick Saban                         | A&H, AP, BCS, BR, CFRA, DuS, FWAA, MCFR, NFF, SR, USAT, W                                                  |
| 2012     | Notre Dame                         | 12–1   | Brian Kelly                        | CM |
| 2013     | Florida State                      | 14–0   | Jimbo Fisher                       | A&H, AP, BCS, BR, CFRA, CM, DuS, FWAA, MCFR, NFF, SR, USAT, W                                              |
| 2014     | Ohio State                         | 14–1   | Urban Meyer                        | A&H, AP, BR, CCR, CFP, CFRA, CM, DuS, MCFR, NFF, SR, USAT/AMWAY, W                                         |
| 2015     | Alabama                            | 14–1   | Nick Saban                         | A&H, AP, BR, CCR, CFP, CFRA, CM, DuS, FWAA/NFF, MCFR, SR, USAT/AMWAY, W                                    |
| 2016     | Alabama                            | 14–1   | Nick Saban                         | CM |
| 2016     | Clemson                            | 14–1   | Dabo Swinney                       | A&H, AP, BR, CCR, CFP, CFRA, DuS, FWAA/NFF, MCFR, SR, USAT/AMWAY, W                                        |
| 2017     | Alabama                            | 13–1   | Nick Saban                         | A&H, AP, BR, CCR, CFP, CFRA, DuS, FWAA/NFF, MCFR, SR, USAT/AMWAY, W                                        |
| 2017     | UCF                                | 13–0   | Scott Frost                        | CM |
| 2018     | Clemson                            | 15–0   | Dabo Swinney                       | A&H, AP, BR, CCR, CFP, CFRA, CM, DuS, FWAA/NFF, MCFR, SR, USAT/AMWAY, W                                    |
| 2019     | LSU                                | 15–0   | Ed Orgeron                         | A&H, AP, BR, CCR, CFP, CFRA, CM, DuS, FWAA/NFF, MCFR, SR, USAT/AMWAY, W                                    |
| 2020     | Alabama                            | 13–0   | Nick Saban                         | A&H, AP, CCR, CFP, CFRA, CM, FWAA/NFF, MCFR, SR, USAT/AMWAY                                                |
| 2021     | Georgia                            | 14–1   | Kirby Smart                        | A&H, AP, CCR, CFP, CFRA, CM, FWAA/NFF, MCFR, SR, USAT/AMWAY, W                                             |
| 2022     | Georgia                            | 15–0   | Kirby Smart                        | A&H, AP, CCR, CFP, CFRA, CM, FWAA/NFF, MCFR, SR, USAT/AMWAY, W                                             |
| 2023     | Michigan                           | 15–0   | Jim Harbaugh                       | A&H, AP, CCR, CFP, CFRA, CM, NFF, MCFR, SR, USAT                                                           |
| 2024     | Ohio State                         | 14–2   | Ryan Day                           | AP, CCR, CFP, CFRA, CM, MCFR, NFF, SR, USAT                                                                |
| 2024     | Oregon                             | 13–1   | Dan Lanning                        | A&H, W |

### Lista dei titoli per squadra
I titoli nazionali riportati nella lista sottostante conteggiano tutti quelli assegnati dal 1869, ricomprendendo sia quelli per consenso sia quelli privi di consenso, dai selettori principali indicati dal NCAA Football Bowl Subdivision Records, ad esclusione di Harris Interactive poll, le cui indicazioni non conducono all'assegnazione di un titolo o a un ranking finale.
I totali sono oggetto di controversie, i college reclamano titoli assegnati da selettori non presenti nel NCAA Football Bowl Subdivision Records, viceversa possono non ritenere significativi i titoli assegnati da uno o più dei selettori.
| Scuola                 | Titoli |
| ---------------------- | ------ |
| Princeton              | 28     |
| Yale                   | 27     |
| Alabama                | 24     |
| Notre Dame             | 22     |
| Michigan               | 19     |
| Oklahoma               | 17     |
| USC                    | 17     |
| Ohio State             | 16     |
| Harvard                | 12     |
| Nebraska               | 12     |
| Pittsburgh             | 11     |
| Florida State          | 9      |
| Miami                  | 9      |
| Minnesota              | 9      |
| Texas                  | 9      |
| Georgia                | 8      |
| LSU                    | 8      |
| Georgia Tech           | 7      |
| Penn                   | 7      |
| Penn State             | 7      |
| Tennessee              | 7      |
| Auburn                 | 6      |
| Michigan State         | 6      |
| Army                   | 5      |
| California             | 5      |
| Cornell                | 5      |
| Florida                | 5      |
| Illinois               | 5      |
| Iowa                   | 5      |
| Vanderbilt             | 4      |
| Washington             | 4      |
| Clemson                | 3      |
| Lafayette              | 3      |
| Ole Miss               | 3      |
| SMU                    | 3      |
| TCU                    | 2      |
| Texas A&M              | 3      |
| Arizona State          | 2      |
| Arkansas               | 2      |
| Chicago                | 2      |
| Maryland               | 2      |
| Missouri               | 2      |
| Oklahoma State         | 2      |
| Stanford               | 2      |
| Wisconsin              | 2      |
| BYU                    | 1      |
| Centre                 | 1      |
| Colgate                | 1      |
| Colorado               | 1      |
| Columbia               | 1      |
| Dartmouth              | 1      |
| Detroit                | 1      |
| Duke                   | 1      |
| Kentucky               | 1      |
| Navy                   | 1      |
| Oregon                 | 1      |
| Purdue                 | 1      |
| Rutgers                | 1      |
| Syracuse               | 1      |
| UCF                    | 1      |
| UCLA                   | 1      |
| Utah                   | 1      |
| Washington & Jefferson | 1      |

## Titoli nazionali rivendicati dalle scuole
La seguente tabella riporta i titoli nazionali del più alto livello NCAA, rivendicati dalle scuole. Vari atenei non competono più nel massimo livello sportivo nazionale, ma mantengono la "bacheca" come se ancora vi partecipassero.
Data la non ufficialità NCAA dei titoli, e degli stessi selettori, diverse rivendicazioni di titolo si contraddicono tra di loro oppure sono oggetto di controversia. A questo si aggiunga che non vi sono regole ufficiali sulle rivendicazioni dei titoli nazionali, tuttavia tutti i titoli rivendicati fanno riferimento ad almeno un selettore terzo imparziale. La maggioranza, ma non la totalità dei titoli rivendicati afferisce ad uno dei principali selettori indicati dal NCAA Football Bowl Subdivision Records. Non tutti i titoli assegnati da selettori terzi imparziali, o selettori principali, sono necessariamente rivendicati dalla scuola.
Tuttavia la lista rappresenta il sentire di ogni scuola riguardo alla propria storia nel campionato nazionale, ne rappresenta il proprio punto di vista. Il numero totale di titoli e gli anni di conquista, sono documentati sui canali di comunicazione delle scuole (siti ufficiali, guide, pubblicazioni ufficiali). Se un titolo non viene menzionato dalla scuola pur essendo stato assegnato da un selettore principale o da una organizzazione terza segnalata dal NCAA Football Bowl Subdivision Records, il titolo non è riportato nella seguente tabella.
| Scuola         | Titoli rivendicati | Stagioni | Riferimenti     |
| -------------- | ------------------ | --- | --------------- |
| Princeton      | 28                 | 1869, 1870, 1872, 1873, 1874, 1875, 1877, 1878, 1879, 1880, 1881, 1884, 1885, 1886, 1889, 1893, 1894, 1896, 1898, 1899, 1903, 1906, 1911, 1920, 1922, 1933, 1935, 1950 | [ 51 ]          |
| Yale           | 27                 | 1872, 1874, 1876, 1877, 1879, 1880, 1881, 1882, 1883, 1884, 1886, 1888, 1891, 1892, 1893, 1894, 1895, 1897, 1900, 1901, 1902, 1905, 1906, 1907, 1909, 1926, 1927       | [ 52 ] [ 53 ]   |
| Alabama        | 18                 | 1925, 1926, 1930, 1934, 1941, 1961, 1964, 1965, 1973, 1978, 1979, 1992, 2009, 2011, 2012, 2015, 2017, 2020                                                             | [ 54 ] [ 55 ]   |
| Michigan       | 11                 | 1901, 1902, 1903, 1904, 1918, 1923, 1932, 1933, 1947, 1948, 1997 | [ 56 ] [ 57 ]   |
| Notre Dame     | 11                 | 1924, 1929, 1930, 1943, 1946, 1947, 1949, 1966, 1973, 1977, 1988 | [ 58 ]          |
| USC            | 11a                | 1928, 1931, 1932, 1939, 1962, 1967, 1972, 1974, 1978, 2003, 2004b | [ 59 ]          |
| Pittsburgh     | 9                  | 1915, 1916, 1918, 1929, 1931, 1934, 1936, 1937, 1976 | [ 60 ]          |
| Ohio State     | 8                  | 1942, 1954, 1957, 1961, 1968, 1970, 2002, 2014 | [ 61 ]          |
| Harvard        | 7                  | 1890, 1898, 1899, 1910, 1912, 1913, 1919 | [ 62 ]          |
| Minnesota      | 7                  | 1904, 1934, 1935, 1936, 1940, 1941, 1960 | [ 63 ]          |
| Oklahoma       | 7                  | 1950, 1955, 1956, 1974, 1975, 1985, 2000 | [ 64 ]          |
| Penn           | 7                  | 1894, 1895, 1897, 1904, 1907, 1908, 1924 | [ 65 ]          |
| Georgia        | 6b                 | 1927, 1942, 1946, 1968, 1980, 2021 | [ 66 ] [ 67 ]   |
| Michigan St    | 6                  | 1951, 1952, 1955, 1957, 1965, 1966 | [ 68 ] [ 69 ]   |
| Tennessee      | 6                  | 1938, 1940, 1950, 1951, 1967, 1998 | [ 70 ] [ 71 ]   |
| Auburn         | 5                  | 1913, 1957, 1983, 1993, 2010 | [ 72 ]          |
| California     | 5                  | 1920, 1921, 1922, 1923, 1937 | [ 73 ] [ 74 ]   |
| Cornell        | 5                  | 1915, 1921, 1922, 1923, 1939 | [ 75 ]          |
| Illinois       | 5                  | 1914, 1919, 1923, 1927, 1951 | [ 76 ]          |
| Miami          | 5                  | 1983, 1987, 1989, 1991, 2001 | [ 77 ]          |
| Nebraska       | 5                  | 1970, 1971, 1994, 1995, 1997 | [ 78 ]          |
| LSU            | 4                  | 1958, 2003, 2007, 2019 | [ 79 ]          |
| Georgia Tech   | 4                  | 1917, 1928, 1952, 1990 | [ 80 ]          |
| Texas          | 4                  | 1963, 1969, 1970, 2005 | [ 81 ]          |
| Clemson        | 3                  | 1981, 2016, 2018 | [ 82 ]          |
| Army           | 3                  | 1944, 1945, 1946 | [ 83 ] [ 84 ]   |
| Florida        | 3                  | 1996, 2006, 2008 | [ 85 ]          |
| Lafayette      | 3                  | 1896, 1921, 1926 | [ 86 ]          |
| Mississippi    | 3                  | 1959, 1960, 1962 | [ 87 ]          |
| SMU            | 3                  | 1935, 1981, 1982 | [ 88 ] [ 89 ]   |
| Texas A&M      | 3                  | 1919, 1927, 1939 | [ 90 ]          |
| Florida State  | 3                  | 1993, 1999, 2013 | [ 91 ]          |
| Chicago        | 2                  | 1905, 1913 | [ 92 ]          |
| Penn State     | 2                  | 1982, 1986 | [ 93 ]          |
| TCU            | 2                  | 1935, 1938 | [ 94 ]          |
| Washington     | 2c                 | 1960, 1991 | [ 95 ]          |
| Stanford       | 2                  | 1926, 1940 | [ 96 ] [ 97 ]   |
| Arkansas       | 1                  | 1964 | [ 98 ]          |
| Boston College | 1                  | 1940 | [ 99 ]          |
| BYU            | 1                  | 1984 | [ 100 ]         |
| Colorado       | 1                  | 1990 | [ 101 ]         |
| Dartmouth      | 1                  | 1925 | [ 102 ]         |
| Iowa           | 1d                 | 1958 | [ 103 ] [ 104 ] |
| Kentucky       | 1                  | 1950 | [ 105 ] [ 106 ] |
| Maryland       | 1                  | 1953 | [ 107 ]         |
| Navy           | 1                  | 1926 | [ 108 ]         |
| Syracuse       | 1                  | 1959 | [ 109 ]         |
| UCLA           | 1                  | 1954 | [ 110 ] [ 111 ] |

a La vittoria di USC contro Oklahoma nel BCS Championship Game il 4 gennaio 2005 fu considerata vacante su richiesta della NCAA, il titolo del 2004 nel BCS National Championship considerato vacante dal BCS, e l'AFCA Coaches' Trophy restituito. Secondo le decisioni NCAA "ogni riferimento a risultati considerati vacanti, inclusi i campionati, vanno cancellati." USC mantiene ancora il titolo 2004 dell'Associated Press National Championship e non ha ancora rinunciato al titolo 2004.

b In una lista on-line dei campioni nazionali universitari, Georgia figura solo due volte per il football (1942 e 1980). Comunque, nella Georgia, football media guide, anche se queste annate vengono evidenziate come vittorie con consenso, ognuno dei cinque campionati è considerato e queste stagioni sono considerate come campionati nazionali nei risultati anno per anno.

 c Il libro ufficiale dei record di Washington, del 2012, annota 4 titoli, nel 1960, 1984, 1990, and 1991, in quanto la scuola ha reclamato le vittorie delle stagioni 1960 e 1991.

d In varie pubblicazioni Iowa elenca tra i suoi premi il Grantland Rice National Championship del 1958, ma non ha mai fatto un reclamo ufficiale del titolo.

## College Football Data Warehouse
College Football Data Warehouse (CFBDW) è un database online che si pone come seria risorsa per la ricerca di informazioni storiche sul college football, ivi comprese le selezioni per i titoli nazionali, ed i selettori oltre ad una ricerca originale di selettori che ritiene più accettabili attraverso la storia di questo sport. Tra questi la National Championship Foundation (1869–1882), la Helms Athletic Foundation (1883–1935), la College Football Researchers Association (1919–1935), la Associated Press Poll (1936–attuale), e Coaches Poll (1950–attuale).
In base a queste ricerche, ha anch'esso compilato una lista di titoli nazionali riconosciuti per ogni stagione. Alcune stagioni comprendono più di una squadra. Va tenuto conto che questo materiale non legittima ulteriormente in nessun modo la rivendicazione da parte delle scuole di eventuali titoli
| Scuola         | Titoli | Stagioni |
| -------------- | ------ | --- |
| Princeton      | 26     | 1869, 1870, 1872, 1873, 1874, 1875, 1877, 1878, 1879, 1880, 1881, 1884, 1885, 1886, 1889, 1893, 1896, 1898, 1899, 1903, 1906, 1911, 1920, 1922, 1933, 1935 |
| Yale           | 18     | 1874, 1876, 1877, 1880, 1881, 1882, 1883, 1884, 1886, 1887, 1888, 1891, 1892, 1894, 1900, 1907, 1909, 1927                                                 |
| Alabama        | 16     | 1925, 1926, 1930, 1934, 1961, 1964, 1965, 1973, 1978, 1979, 1992, 2009, 2011, 2012, 2015                                                                   |
| Notre Dame     | 13     | 1919, 1924, 1929, 1930, 1943, 1946, 1947, 1949, 1964, 1966, 1973, 1977, 1988                                                                               |
| Michigan       | 11     | 1901, 1902, 1903, 1904, 1918, 1923, 1932, 1933, 1947, 1948, 1997                                                                                           |
| USC            | 10     | 1928, 1931, 1932, 1962, 1967, 1972, 1974, 1978, 2003, 2004                                                                                                 |
| Pittsburgh     | 9      | 1910, 1915, 1916, 1918, 1929, 1931, 1936, 1937, 1976 |
| Harvard        | 8      | 1875, 1890, 1898, 1899, 1910, 1912, 1913, 1919 |
| Ohio State     | 8      | 1942, 1954, 1957, 1961, 1968, 1970, 2002, 2014 |
| Oklahoma       | 7      | 1950, 1955, 1956, 1974, 1975, 1985, 2000 |
| Minnesota      | 6      | 1934, 1935, 1936, 1940, 1941, 1960 |
| Penn           | 6      | 1894, 1895, 1897, 1904, 1907, 1908 |
| Army           | 5      | 1914, 1916, 1944, 1945, 1946 |
| Miami          | 5      | 1983, 1987, 1989, 1991, 2001 |
| Nebraska       | 5      | 1970, 1971, 1994, 1995, 1997 |
| California     | 4      | 1920, 1921, 1922, 1937 |
| Georgia Tech   | 4      | 1917, 1928, 1952, 1990 |
| Illinois       | 4      | 1914, 1919, 1923, 1927 |
| LSU            | 4      | 1908, 1958, 2003, 2007 |
| Michigan St    | 4      | 1951, 1952, 1965, 1966 |
| Penn State     | 4      | 1911, 1912, 1982, 1986 |
| Tennessee      | 4      | 1938, 1950, 1951, 1998 |
| Texas          | 4      | 1963, 1969, 1970, 2005 |
| Auburn         | 3      | 1913, 1957, 2010 |
| Cornell        | 3      | 1915, 1921, 1922 |
| Florida        | 3      | 1996, 2006, 2008 |
| Lafayette      | 3      | 1896, 1921, 1926 |
| Florida State  | 3      | 1993, 1999, 2013 |
| Georgia        | 2      | 1942, 1980 |
| Mississippi    | 2      | 1960, 1962 |
| Texas A&M      | 2      | 1919, 1939 |
| Arkansas       | 1      | 1964 |
| Boston College | 1      | 1940 |
| BYU            | 1      | 1984 |
| Chicago        | 1      | 1905 |
| Clemson        | 1      | 1981 |
| Colorado       | 1      | 1990 |
| Dartmouth      | 1      | 1925 |
| Iowa           | 1      | 1958 |
| Maryland       | 1      | 1953 |
| SMU            | 1      | 1935 |
| Stanford       | 1      | 1926 |
| Syracuse       | 1      | 1959 |
| TCU            | 1      | 1938 |
| UCLA           | 1      | 1954 |
| Washington     | 1      | 1991 |

## L'era dei sondaggi (Poll era, 1936–oggi)
Il sistema dei sondaggi salì alla ribalta per la prima volta nel 1936 con l'introduzione dell'AP poll, seguito da Coaches' Poll nel 1950. Il titolo nazionale è spesso considerato "per consenso" quando entrambi questi sondaggi si trovano in accordo nelle loro scelte finali, tuttavia esistono altre selezioni (e selettori) che non infrequentemente danno responsi diversi. Una più moderna incarnazione, le Bowl Championship Series (BCS), è un consorzio di conference di college football che usa una combinazione di vari ranking costruiti da algoritmi automatici e di sondaggi umani per costruire un ranking da cui scaturiscono le due squadre che non vengono selezionate per nessun bowl, ma si sfidano nel secondo weekend di gennaio per determinare quello che, per contratto, USA Today Coaches' Poll determina come proprio campione nazionale.

### AP Poll
Il sondaggio della Associated Press ha una lunga storia che inizia nel 1934 quando tra i giornalisti sportivi fu organizzato un sondaggio per capire quale fosse l'opinione riguardo al più forte college della stagione appena passata. Questo AP College Football Poll fu promosso e compilato da Charles Woodroof, già assistente direttore per le relazioni con i media della SEC, ma mai riconosciuto come ufficiale dal NCAA Football Bowl Subdivision Records. Il sondaggio mirava a dare un ordine, almeno in base alle sensazioni degli esperti giornalisti, nel mondo del college football che viveva di duelli a distanza tra le varie conference e di gare post stagione, i "bowl", molto remunerativi ma tutt'altro che definitivi riguardo ad una ipotetica determinazione del campione nazionale. Il rifiuto della NCAA di organizzare tornei di fine stagione, come i playoff, per determinare il campione nazionale, portarono pubblico e media a prendere in considerazione la selezione di AP Poll come veritiera riguardo al titolo.
Attualmente AP Poll costruisce una lista composta da 25 team, mentre dal 1936 al 1961 questa lista comprendeva solo 20 squadre, dal 1961 al 1967 il ranking fu ridotto a 10 squadre per poi tornare a 20 dal 1968 al 1988 ed espandersi a 25 dal 1989.
Prima del Campionato universitario statunitense NCAA di football americano 1968, il ranking finale veniva rilasciato dopo la fine della stagione regolare, ad eccezione della stagione 1965. Nel 1964, Alabama fu nominata campione nazionale da AP Poll dopo il completamento della stagione regolare, ma perse all'Orange Bowl contro Texas, lasciando Arkansas unica squadra imbattuta e senza pareggi dopo che questi ultimi avevano battuto Nebraska al Cotton Bowl Classic. Nel 1965, la decisione di attendere i bowl da parte di AP per eleggere il proprio campione nazionale, pagò quando la #1 Michigan State perse contro UCLA nel Rose Bowl, la #2 Arkansas perse contro Louisiana State nel Cotton Bowl Classic, e la #4 Alabama sconfisse la #3 Nebraska nell'Orange Bowl, potendo quindi porre Alabama in cima alla lista e proclamarla campione nazionale. Michigan State fu nominata campione nella conclusiva United Press International poll of coaches, che non conduceva il sondaggio dopo i bowl. Alla fine della stagione 1947, la AP pubblicò un sondaggio non ufficiale post-bowl, che differiva da quello finale dopo la stagione regolare che aveva determinato il campione nazionale secondo AP.
A partire dalla stagione 1968, la AP iniziò l'usanza di condurre un sondaggio post-bowl ed eleggere il campione nazionale che riflettesse anche i risultati delle gare post-stagione regolare. La UPI non seguì questa strada per coaches' poll fino alla stagione 1974.